# Joseph Amoah
Pour les articles homonymes, voir Amoah.
Joseph Paul Amoah (né le 12 janvier 1997 à Accra) est un athlète ghanéen, spécialiste des épreuves de sprint.

## Biographie
Le 5 juin 2019 il bat le record du Ghana du 200 mètres lors des Championnats NCAA à Austin en établissant le temps de 20 s 08. Aux Jeux africains de 2019 à Rabat, il remporte la médaille d'or du relais 4 × 100 m après s'être classé quatrième de l'épreuve du 100 m.
En 2021, il atteint les demi-finales du 200 m des Jeux olympiques de Tokyo. Qualifié pour la finale du relais 4 × 100 m après avoir battu le record national en demi-finale en 38 s 08, le relais du Ghana est disqualifié après un passage de témoin hors-zone.
Le 23 avril 2022 à Baltimore, il descend pour la première fois de sa carrière sous les dix secondes sur 100 m en réalisant le temps de 9 s 94. En juillet 2022 aux championnats du monde à Eugene, il se classe 5e du relais 4 × 100 mètres, l'équipe du Ghana établissant à cette occasion un nouveau record national en 38 s 07. Aux Jeux du Commonwealth de 2022 à Birmingham, il remporte la médaille de bronze du  200 m derrière le Trinidadien Jereem Richards et l'Anglais Zharnel Hughes.
En 2024, il participe aux Jeux africains, chez lui à Accra. Il y remporte la médaille d'or du 200 m et la médaille d'argent du relais 4 × 100 m.
En juillet 2024, il est nommé porte-drapeau de la délégation du Ghana aux Jeux olympiques d'été de 2024 à Paris.

## Palmarès
| Date | Compétition           | Lieu       | Résultat | Épreuve   | Temps   |
| ---- | --------------------- | ---------- | -------- | --------- | ------- |
| 2019 | Jeux africains        | Rabat      | 4e       | 100 m     | 10 s 11 |
| 2019 | Jeux africains        | Rabat      | 1er      | 4 × 100 m | 38 s 30 |
| 2022 | Championnats du monde | Eugene     | 5e       | 4 × 100 m | 38 s 07 |
| 2022 | Jeux du Commonwealth  | Birmingham | 3e       | 200 m     | 20 s 49 |
| 2024 | Jeux africains        | Accra      | 1er      | 200 m     | 20 s 70 |
| 2024 | Jeux africains        | Accra      | 2e       | 4 × 100 m | 38 s 43 |

## Records
| Épreuve      | Temps        | Vent         | Lieu           | Date            |
| En plein air | En plein air | En plein air | En plein air   | En plein air    |
| ------------ | ------------ | ------------ | -------------- | --------------- |
| 100 m        | 9 s 94       | + 0,8        | Baltimore      | 23 avril 2022   |
| 200 m        | 20 s 08      | + 2,0        | Austin         | 5 juin 2019     |
| 4 × 100 m    | 38 s 07 (NR) | -            | Eugene         | 23 juillet 2023 |
| En salle     |              |              |                |                 |
| 60 m         | 6 s 61       | -            | Virginia Beach | 12 février 2021 |